# Pfarrkirche St. Leonhard bei Freistadt

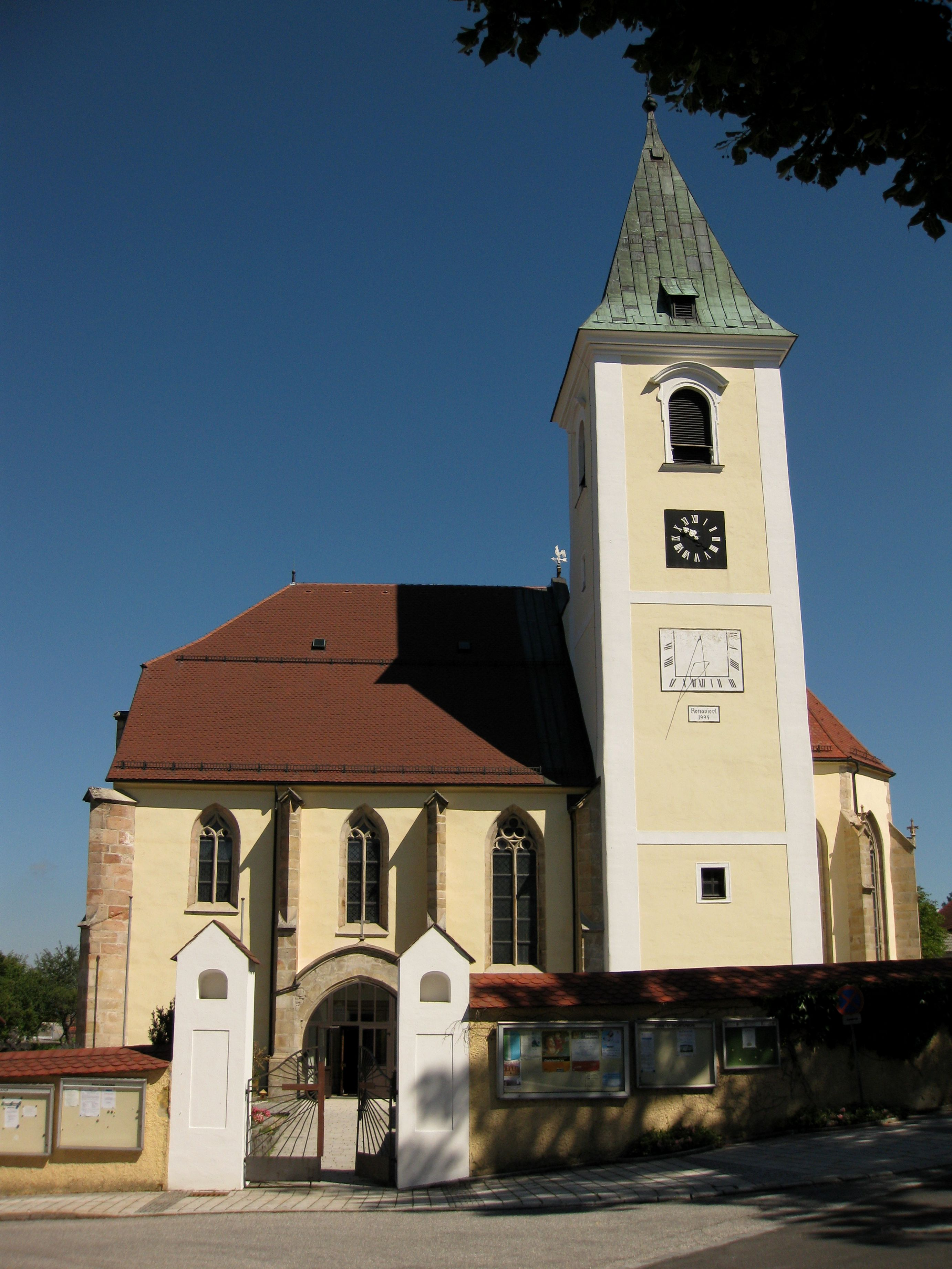
Pfarrkirche Sankt Leonhard

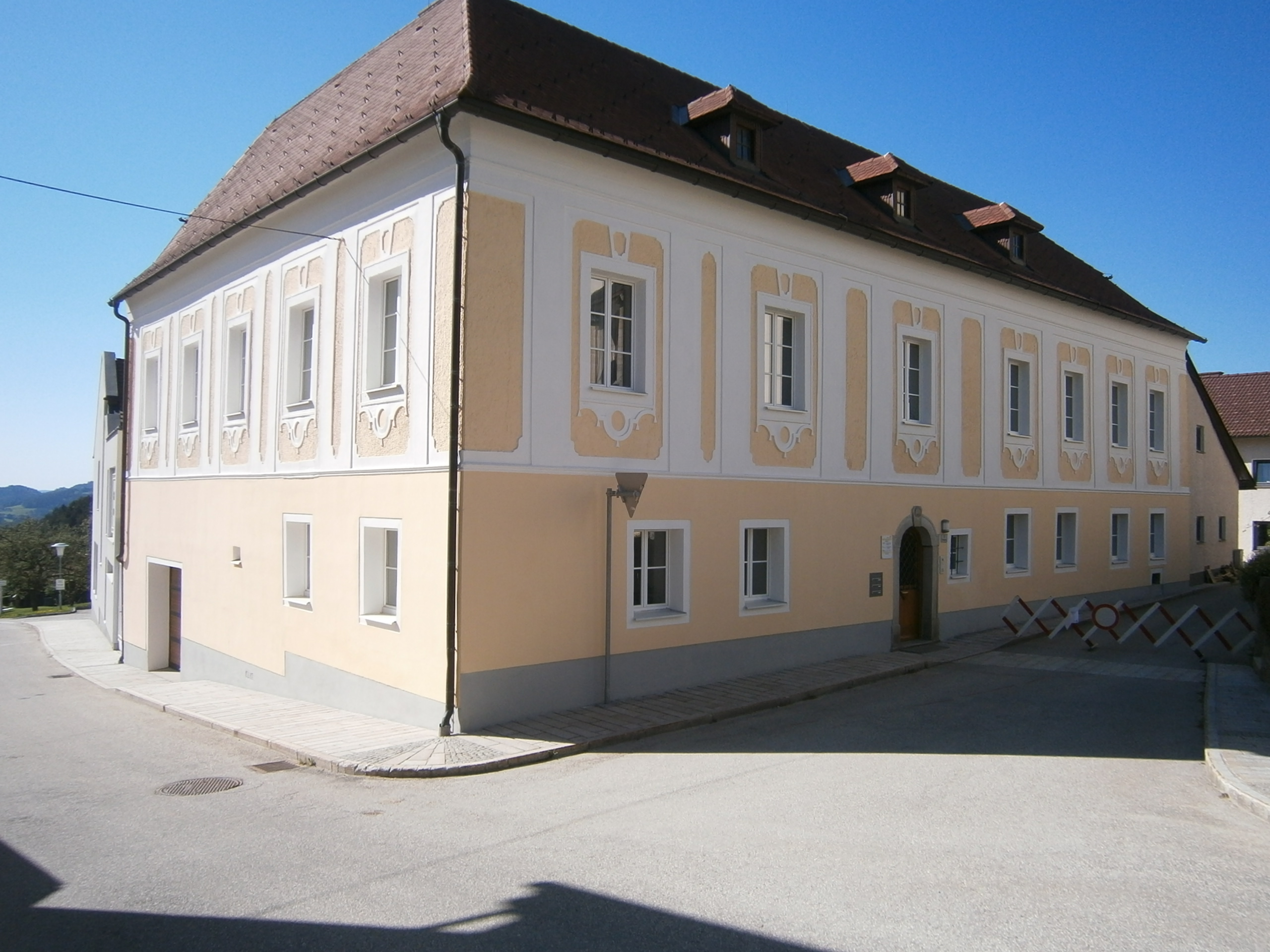
Der Pfarrhof

Die katholische Pfarrkirche St. Leonhard in St. Leonhard bei Freistadt ist ein denkmalgeschütztes Kirchengebäude und eine Wallfahrtskirche. Die Pfarrgemeinde gehört zum Dekanat Unterweißenbach in der Diözese Linz.

## Geschichte
Die Mönche von St. Emmeran in Bayern und St. Florian christianisierten das Gebiet nach mehreren Versuchen zum Ende des 8. Jahrhunderts. Die Ursprünge der Kirche reichen bis zum Beginn des 12. Jahrhunderts zurück. Damals gehörte das Gebiet zur Pfarre in Gutau. Der Name der Kirche wurde 1150 erwähnt. Hans von Kapellen, ein reicher adliger Grundherr, setzte 1337 einen ständigen Pfarrer für die Kirche ein, den Gläubigen war der Weg nach Gutau zu weit. Die Stolgebühren reichten für den Unterhalt des Pfarrers nicht aus, Hans von Kapellen wies ihm Grundstücke und ein Haus zu und gab ihm den kleinen Zehent. Allerdings hatte auch der Pfarrer von Gutau, dessen Filialkirche St. Leonhard war, weiterhin den Anspruch auf den Zehent an etlichen Häusern. Erhard, der letzte männliche Nachkomme der Familie Kapellen, verstarb 1406. Den Besitz erbte die Tochter Dorothea, die mit Hartneid V. von Lichtenstein verheiratet war. Später kam die Vogtei an die Herren von Zelking zu Weinberg. Für die Zeit um 1500 ist für die Kirche eine rege Bautätigkeit beurkundet, die Herren von Zelking gelten als Erbauer der Kirche. Anfang des 16. Jahrhunderts wurde die Kirche protestantisch, der Priester Johann Hofstetter lebte vorher im katholischen Kloster St. Florian. Hans Wilhelm von Zelking verkaufte die Vogtei 1584 an Hans von Haym zu Reichenstein. Die Gemeinde wurde nach etlichen Querelen wieder katholisch und erhielt nach 1644 die Pfarrrechte. Die schon früh einsetzende Wallfahrtstätigkeit wurde 1781 vom Kaiser verboten, die lebensgroße Statue des Leonhard wurde eingeschmolzen. Im selben Jahr wurde der Friedhof geschlossen und in der Nähe des Spitals ein neuer Friedhof eingerichtet. Da dies Gelände sehr steinig und felsig war, erwiesen sich Erdbestattungen als schwierig, ab 1812 wurde wieder auf dem alten Friedhof beigesetzt.

### Baugeschichte
Vor der heutigen Kirche gab es mit Sicherheit schon eine Kirche aus Holz, der Erbauer dieses gotischen Gebäudes ist nicht bekannt. In der Westwand sind Teile der Kirche vom 14. Jahrhundert erhalten. Der Chor der heutigen Kirche stammt wohl vom 15. Jahrhundert. Die drei Schiffe wurden nach einer Bezeichnung an einer Säule am Haupteingang bis 1535 errichtet. Das Gebäude galt zum Ende des 16. Jahrhunderts einsturzgefährdet, Strebepfeiler lösten das Problem. Die Schiffe der Hallenkirche mit drei Gewölben sind gleich lang. Die Rippen des Gewölbes im Chor durchkreuzen und gabeln sich mehrfach und bilden ein regelmäßiges Netz. Der Schlussstein zeigt eine Rose. Bei einem großen Brand im Jahr 1825 stürzte das gotische Gewölbe im Langhaus ein und der Helm des Turmes verbrannte. Das neue Tonnengewölbe aus Ziegeln wirkte schmucklos, 1890 wurden Rippen aus Gips eingezogen. Bei dem Brand kamen auch die 1698 an die Kirche angefügte Kreuzkapelle, sowie vier an der Friedhofsmauer stehende Kapellen mit Statuen zu Schaden, sie wurden 1825 entfernt. Eine Aufbahrungshalle konnte 1967 gebaut werden und 1968 ersetzte eine neue Empore die alte zweistöckige. Umfangreiche Renovierungen der Innenräume und des Außenbereiches wurden von 1984 bis 1994 vorgenommen.

## Ausstattung
- Über der Sakristei hängt ein Kruzifix, ein Bildhauer aus Freistadt schnitzte es 1650. Es war früher über dem Fronbogen angebracht, heute dient es als Missionskreuz.
- Der gotische Vorgängeraltar von 1508 wurde 1703 abgebaut, der heutige Hochaltar ist ihm nachempfunden. Viele Teile des alten Altares sind im oberösterreichischen Landesmuseum in Linz ausgestellt. Nach dem gotischen Altar wurde ein mächtiger schwarzer Zopfaltar im Stile des Barock angeschafft und 1899 wegen zu hoher Renovierungskosten wieder abgebrochen. Den heutigen Altar im neugotischen Stil baute die Holzfachschule in Hallstatt im Jahre 1904. Der Altartisch und der Tabernakel sind aus rotem Marmor gearbeitet, die Mensa ist prachtvoll gestaltet. Die beiden Schriftbänder Salve und Regina deuten auf die Kirche als marianischen Wallfahrtsort hin. Die Bilder auf der Predella, rechts und links vom Tabernakel zeigen die Kirchenväter Hieronymus, Gregor der Große, Augustinus und Ambrosius. Die Figuren im Schrein zeigen in der Mitte Maria als Himmelskönigin sowie an den Seiten Dionysius und Leonhard. Drei durchbrochene Flügeltürme erheben sich im Gesprenge, die Figur des Weltenheilands wird flankiert von den Heiligen Wolfgang und Maximilian. Im oberen Teil thront Gott Vater, unter ihm ist der heilige Geist als Taube dargestellt. In den Seitentürmen stehen Figuren des Johannes von Capestran und der Franziska. Engelsfiguren mit Spruchbändern runden die Szenerie ab. Bei geschlossenen Flügeln sind die sogenannten Schreinwächter Martin und Georg zu sehen. Die Vorderseite der Altarflügel zeigt als Relief die Legende des Leonhard und die Rückseite die Passion Christi.[4]

### Seitenaltäre
Die Seitenaltäre sind im Stile des Säulenbarock gebaut. Die Skelette in den Glassärgen gehören zu den Katakombenheiligen der Helena in Rom. Diese Skelette des hl. Felix und der hl. Christina wurden 1764 nach hier überführt. Der Sage nach kehrte ein Mann mit Felix, seinem Sohn, in einer Gaststätte ein. Die Kellnerin wollte den jungen Mann verführen, dieser aber lehnte ab. Die Kellnerin versteckte aus Rache einen goldenen Becher im Rucksack des Jünglings und bezichtigte ihn des Diebstahls. Der Junge bekam die Todesstrafe, der Vater ließ sich zusammen mit ihm aufhängen. Zehn Jahre später wurden die Leichen ausgegraben, sie begannen zu sprechen und forderten, einen Platz in der Kirche zu bekommen.
Der rechte Seitenaltar ist eine Arbeit von 1674, das große Altarbild zeigt die Darstellung des Bilbelwortes Komment alle zu mir, die ihr mühselig und beladen seid. Ich werde euch Ruhe verschaffen. Die flankierenden Figuren des Rochus und des Sebastian sind Meinrad Guggenbichler zugeschrieben. Die Figuren der Heiligen Dionysius von Korinth und Franz Xaver stehen auf dem Gesprenge. Das mittlere ovale Gemälde zeigt Maria mit ihrem Sohn. Der Giebel wird von Michael als Seelenwächter bekrönt.
Der linke Seitenaltar war ursprünglich Johannes d. T. geweiht. Auf dem großen Altargemälde war die Enthauptung des Johannes zu sehen; das Bild wurde 1906 durch Feuchtigkeit zerstört und dann durch das jetzige mit der Darstellung der Heiligen Familie ersetzt. Der Florian links daneben wird als römischer Soldat in Uniform gezeigt, auf der rechten Seite neben dem Bild steht Leopold. Die Figuren auf dem Gesprenge sind Barbara und Katharina. Der Giebel ist von Christus in der Pose des guten Hirten bekrönt.

### Orgel
Die Orgel baute 1753 der Orgelbauer Franz Lorenz Richter aus Freistadt, sie ist eine der wenigen erhaltenen Instrumente dieses Meisters. Es ist mit einem Hauptwerk und einem Brüstungspositiv ausgestattet, so dass der Organist dem Altar zugewandt sitzt. Im 19. Jahrhundert wurde ein Register ausgetauscht, für die neuen größeren Pfeifen musste das Gehäuse um einen Aufsatz erhöht werden. Später wurden die Tastenbeläge des unteren Manuals erneuert.

## Gemälde über dem Triumphbogen
Das Wandgemälde zeigt behinderte Menschen mit Beeinträchtigungen verschiedener Art. Die Menschen pilgern zur zentralen Sonne und zum Kreuz und erbitten Rettung. Das Bild malte ein unbekannter Künstler im 20. Jahrhundert.